# Convention (mathématiques)
Pour les articles homonymes, voir Convention.
Une convention est, en mathématiques, un choix destiné à faciliter la compréhension de certains concepts ou à en étendre d'autres au-delà de leur définition première.
On peut distinguer deux types de convention : celles qui relèvent de l'arbitraire et celles qui n'ont fait consensus au sein de la communauté mathématique qu'après une étude poussée et ont une signification mathématique intrinsèque.

## Exemple: écriture décimale d'un nombre

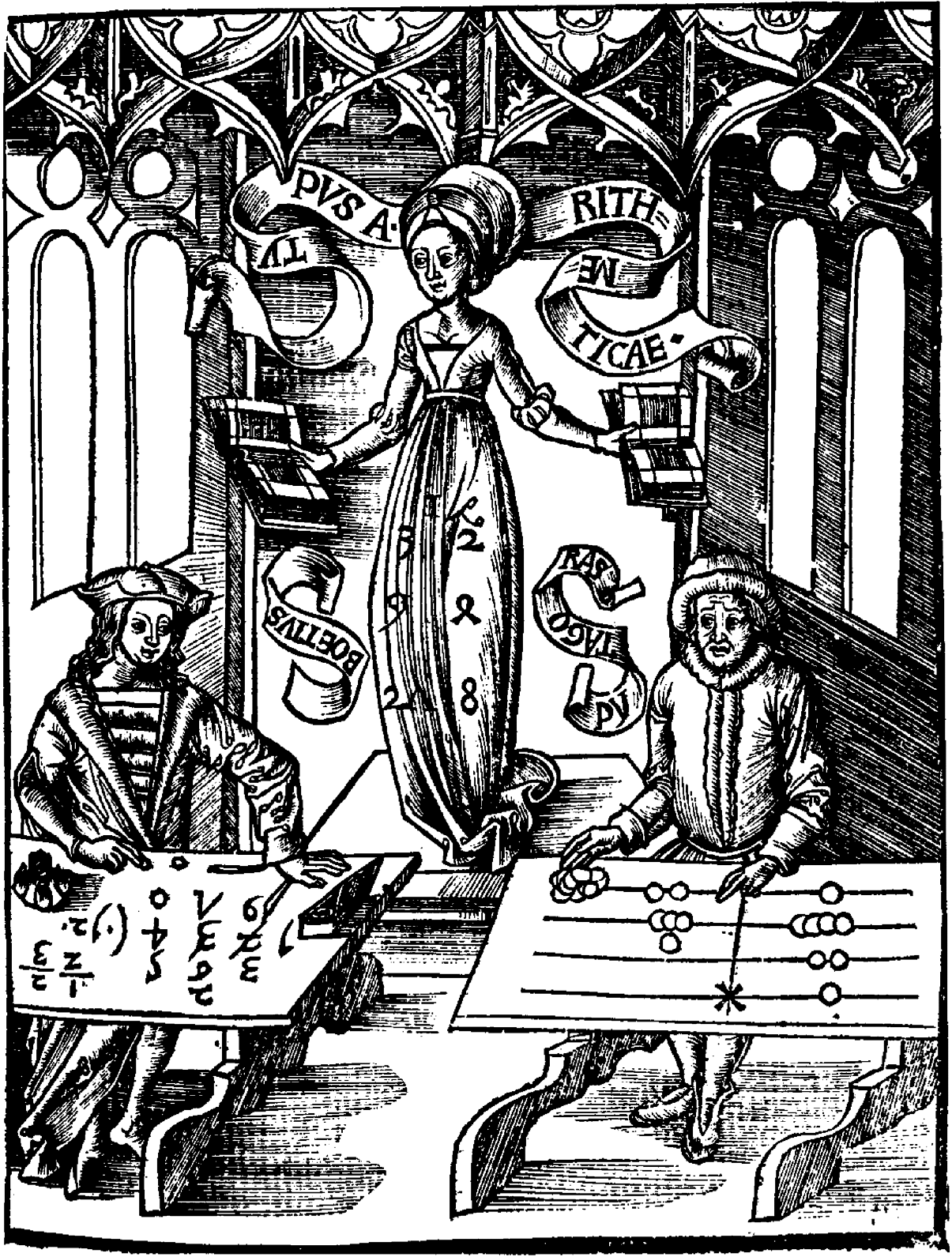
L'utilisation de l'abaque contre celle des chiffres arabes

Considérons l'écriture décimale du nombre 120 987,65. La forme des signes utilisés (les chiffres arabes), même si elle est issue d'une longue histoire, est totalement arbitraire. De même que l'espace située entre le chiffre des milliers et celui des centaines ou l'utilisation de la virgule comme séparateur décimal. Ainsi, les anglophones utilisent un point à la place de la virgule et des virgules au lieu des espaces : le même nombre en anglais serait écrit 120,987.65. En français, on utilise parfois des points en lieu et place des espaces : 120.987,65, voire des apostrophes dans certains pays francophones comme la Suisse : 120'987,65.
Par contre, l'adoption, au Moyen Âge, d'une telle notation positionnelle des nombres et le fait d'utiliser le zéro comme chiffre ont facilité les calculs par rapport à l'utilisation des chiffres romains.

## Extension de définition
La multiplication est une opération binaire : elle fait intervenir au moins deux nombres. Un produit constitué d'un seul facteur, ainsi, n'existerait pas. Par convention, les mathématiciens posent qu'un produit composé d'un seul élément X est égal à cet élément. De plus, un produit ne faisant intervenir aucun élément est égal à 1, l'élément neutre pour cette opération. Cette convention est acceptée par tous car elle est cohérente avec l'ensemble des mathématiques.

## Précautions
Une convention telle que celles décrites au paragraphe précédent nécessite qu'on vérifie sa cohérence. Un exemple historique est celui de l'unité imaginaire, un nombre complexe dont le carré est égal à –1.
Il a tout d'abord été noté √–1. Or cette notation pose un problème, car elle n'est pas cohérente avec les propriétés de calcul de la racine carrée. Calculons √–1 
× √–1.
Par définition,
{\displaystyle {\sqrt {-1}}\times {\sqrt {-1}}=\left({\sqrt {-1}}\right)^{2}=-1.}
Or, si on considère la propriété √a2 = × √a2 on obtient
{\displaystyle {\sqrt {-1}}\times {\sqrt {-1}}={\sqrt {\left(-1\right)^{2}}}={\sqrt {1}}=1.}
Il est en fait possible de définir une fonction racine carrée définie sur l'ensemble des nombres complexes, mais la relation √ab = × √a √b devient fausse en général. L'unité imaginaire est plutôt notée i en mathématiques et j lorsqu'on l'utilise en électricité, car la convention est alors souvent de désigner l'intensité d'un courant électrique par la lettre i.